# Heinz Grünert
Heinz Grünert (* 22. Juli 1927 in Miltitz; † 28. August 2010 in Bremerhaven) war ein deutscher Prähistoriker.
Heinz Grünerts Besuch der Oberschule wurde durch seine Kriegsteilnahme und Kriegsgefangenschaft 1944/45 unterbrochen. Das Abitur legte er schließlich 1946 ab und besuchte anschließend bis 1948 einen Neulehrerausbildungskurs. Danach war er als Neulehrer tätig, arbeitete zugleich in der Verwaltung und trat in die SED ein. Noch 1948 wurde er zum Studium delegiert. An der Universität Leipzig studierte Grünert dann Geschichte sowie Ur- und Frühgeschichte. Das Studium schloss er als Diplom-Historiker ab und war bis 1953 planmäßiger wissenschaftlicher Aspirant, 1954 außerplanmäßiger wissenschaftlicher Aspirant in Leipzig. 1954 wechselte Grünert an die Humboldt-Universität zu Berlin (HU Berlin), wo er zunächst bis 1962 Wissenschaftlicher Assistent am Institut für Ur- und Frühgeschichte war. Die Promotion bei Friedrich Behn und Gerhard Mildenberger erfolgte im Dezember 1957 zum Thema Die latenezeitliche Besiedlung des Elster-Mulde-Landes. Im Januar 1968 folgte mit Studien zur Produktion bei den Stämmen des Mittelelb-Saale-Gebietes in den Jahrhunderten um die Wende unserer Zeitrechnung die Habilitation bei Karl-Heinz Otto, Paul Grimm und Günter Behm-Blancke. Von 1968 bis 1992 leitete Grünert den Wissenschaftsbereich Ur- und Frühgeschichte an der HU Berlin. 1969 bis 1975 lehrte er dort als Hochschuldozent, seit September 1975 als ordentlicher Professor für Ur- und Frühgeschichte. 1992 wurde er emeritiert.
Von 1953 bis 1966 war Grünert Mitglied des wissenschaftlichen Beirates für Ur- und Frühgeschichte beim Staatssekretariat für das Hoch- und Fachschulwesen. 1963 wurde er Redakteur, 1964 verantwortlicher Redakteur und 1991 für ein Jahr Herausgeber der Ethnographisch-Archäologischen Zeitschrift.

## Schriften
- als Herausgeber: Römer und Germanen in Mitteleuropa. Akademie, Berlin 1975.
- als Leiter eines Autorenkollektivs: Geschichte der Urgesellschaft. Deutscher Verlag der Wissenschaften, Berlin 1982.
- Gustaf Kossinna (1858–1931). Vom Germanisten zum Prähistoriker. Ein Wissenschaftler im Kaiserreich und in der Weimarer Republik (= Vorgeschichtliche Forschungen. 22). Leidorf, Rahden 2002, ISBN 3-89646-504-X.